# Süßstoffpflanze
Süßstoffpflanzen sind Pflanzen, aus denen nicht zu den Zuckern gehörende, natürliche Süßstoffe gewonnen werden.

## Süßstoffpflanzen
Natürliche pflanzliche Süßstoffe besitzen häufig eine im Vergleich zur Saccharose aus Zuckerpflanzen eine vielfach stärkere Süßkraft, wie folgende Tabelle zeigt. Bei den süßenden Inhaltsstoffen dieser Pflanzen handelt es sich um Glykoside (Steviosid, Mogrosid, Glycyrrhizin), Proteine (Brazzein, Thaumatin), Glykoproteine (Miraculin, Monellin) oder Sesquiterpene (Hernandulcin).
| Pflanze                          | Süßender Inhaltsstoff | Süßkraft im Vergleich zur Saccharose (=1) |
| -------------------------------- | --------------------- | ----------------------------------------- |
| Stevia rebaudiana                | Steviosid             | 70–450                                    |
| Aztekisches Süßkraut             | Hernandulcin          | 1.250                                     |
| Pentadiplandra brazzeana (Oubli) | Brazzein              | 500-2.000                                 |
| Luo Han Guo                      | Mogrosid              | 200–300                                   |
| Katamfe                          | Thaumatin             | 2.000–3.000                               |
| Dioscoreophyllum cumminsii       | Monellin              | 1.000                                     |
| Süßholz                          | Glycyrrhizin          | 50                                        |

## Nutzung
Die Süßstoffpflanzen, vor allem Stevia, gewinnen dadurch an Bedeutung, dass sie als gesündere Alternative zu Saccharose gesehen werden (siehe hierzu den Artikel zu Stevia rebaudiana).